# Emad Fathy
Emad Fathy  (tiếng Ả Rập: عماد فتحي) (sinh ngày 6 tháng 1 năm 1993) là một cầu thủ bóng đá người Ai Cập thi đấu cho đội bóng tại Giải bóng đá ngoại hạng Ai Cập Zamalek.

## Danh hiệu

### Zamalek SC
- Cúp bóng đá Ai Cập (1): 2017–18